# Úvaly
Úvaly är en stad i Tjeckien.   Den ligger i regionen Mellersta Böhmen, i den centrala delen av landet, 22 km öster om huvudstaden Prag. Úvaly ligger 249 meter över havet och antalet invånare är 7 035.
Terrängen runt Úvaly är lite kuperad. Runt Úvaly är det ganska tätbefolkat, med 65 invånare per kvadratkilometer. Närmaste större samhälle är Černý Most, 11,3 km väster om Úvaly. Trakten runt Úvaly består till största delen av jordbruksmark.